# قائمة شركات النقل في تونس
تتضمن هذه القائمة شركات النقل البري والبحري والجوي في تونس.

## النقل البري

### القطارات
| الشعار | الشركة                                 | ولايات النشاط           |
| ------ | -------------------------------------- | ----------------------- |
|        | الشركة الوطنية للسكك الحديدية التونسية | كامل الجمهورية التونسية |
|        | شركة النقل بتونس                       | تونس الكبرى             |

### الحافلات
| الشعار | الشركة                         | ولايات النشاط                                         |
| ------ | ------------------------------ | ----------------------------------------------------- |
|        | شركة النقل بتونس               | كامل تونس الكبرىتونس العاصمة ،أريانة ، بن عروس، منوبة |
|        | الشركة الوطنية للنقل بين المدن | كامل ولايات الجمهورية                                 |
|        | شركة النقل بالساحل             | ولاية سوسة وولاية المنستير والمهدية                   |
|        | الشركة الجهوية للنقل بالقصرين  | ولاية القصرين وولاية سيدي بوزيد                       |
|        | الشركة الجهوية للنقل بالقيروان | ولاية القيروان                                        |
|        | الشركة الجهوية للنقل بالكاف    | ولاية الكاف                                           |
|        | الشركة الجهوية للنقل بباجة     | ولاية باجة                                            |
|        | الشركة الجهوية للنقل ببنزرت    | ولاية بنزرت                                           |
|        | الشركة الجهوية للنقل بجندوبة   | ولاية جندوبة                                          |
|        | الشركة الجهوية للنقل بصفاقس    | ولاية صفاقس                                           |
|        | الشركة الجهوية للنقل بقابس     | ولاية قابس                                            |
|        | الشركة الجهوية للنقل بقفصة     | ولاية قفصة وولاية سيدي بوزيد وولاية توزر              |
|        | الشركة الجهوية للنقل بمدنين    | ولاية مدنين وولاية تطاوين                             |
|        | الشركة الجهوية للنقل بنابل     | ولاية نابل وولاية زغوان                               |
|        | شركة النقل المريح بين المدن    | كامل الجمهورية التونسية                               |
|        | النقل العام للمسافرين (TCV)    | تونس الكبرى                                           |
|        | شركة النقل الحضري بتونس (TUT)  | تونس الكبرى                                           |

## النقل البحري
| الشعار | الشركة                  | ولايات النشاط                                                                                               |
| ------ | ----------------------- | --- |
|        | الشركة التونسية للملاحة | مارسيليا (فرنسا) وجنوة (إيطاليا) للبضائع والمسافرين، ونحو برشلونة (إسبانيا) وليفورنو (إيطاليا) للبضائع فقط. |

## النقل الجوي
| اسم الشركة                            | ملاحظات                                | إيكاو - (ICAO) | إياتا (IATA) | رموز طيران |
| ------------------------------------- | -------------------------------------- | -------------- | ------------ | ---------- |
| قرطاج للطيران                         | سابقاً، وقع دمجها مع الطيران الجديد     | KAJ            | 5R           | KARTHAGO   |
| الطيران الجديد تونس                   | الطيران الجديد تونس                    | LBT            | BJ           | NOUVELAIR  |
| الخطوط التونسية السريعة               | سابقا الخطوط الدولية ثم الطيران السابع | TUX            | UG           | TUNEXPRESS |
| الخطوط التونسية                       | شركة عمومية                            | TAR            | TU           | TUNAIR     |
| الشركة التونسية للنقل والخدمات الجوية | شركة للخدمات الجوية                    | TAJ            | -            | TUNISAVIA  |
| سيفاكس أيرلاينز                       | شركة عمومية خاصة                       | SYA            | FS           | SYPHAXAIR  |